# Ligne B du métro de Rome
Pour les articles homonymes, voir Ligne B.
La ligne B du métro de Rome est une ligne comprenant un réseau de 23,9 kilomètres. Elle compte 26 stations, reliant la station Rebibbia au nord-est de Rome à celle de Laurentina dans le quartier de l'EUR au sud-ouest, aussi bien que la station Jonio, dans le quartier Monte Sacro, à Laurentina.

## Historique
Le coût de la construction de la ligne B du métro de Rome, tout comme celui de la ligne A, fut entièrement à la charge de l'État, conformément à la loi du 10 juillet 1925 qui réservait à l'État la construction du métro.
Inaugurée le 9 février 1955 entre Laurentina et Termini, 11 km, 11 stations, la ligne B est de fait la première ligne du métro de Rome en service (avant la ligne A).
L'extension jusqu'à Rebibbia, 7,9 km, 8 stations qui devait être prête à temps pour la coupe du monde de football, n'a été inaugurée que le 8 décembre 1990. Cette extension a été réalisée par le consortium italien Intermetro qui obtient le contrat en 1982.
Trois stations furent ajoutées sur le parcours : Marconi en avril 1994, Ponte Mammolo en décembre 1995, Quintiliani en juin 2003.
Une deuxième branche (B1) de 3,9 km, 3 stations, dont la construction a commencé en octobre 2005, partant de Bologna jusqu'à Conca d'Oro a été inaugurée en juin 2012. Le prolongement de 1,1 km, 1 station, jusqu'à Jonio est en service depuis le 21 avril 2015. Début 2009, le coût de construction de la branche B1 était estimé à 620 millions € pour une mise en service prévue en 2011..En 2012, le coût fut estimé à 733 millions €.
La correspondance de la ligne B avec la ligne A s'effectue à la gare Termini.

## Stations
Cette ligne dessert outre le quartier de l'Esposizione Universale di Roma (EUR) des sites touristiques comme la basilique Saint-Paul-hors-les-murs, le Circus Maximus ou le Colisée.

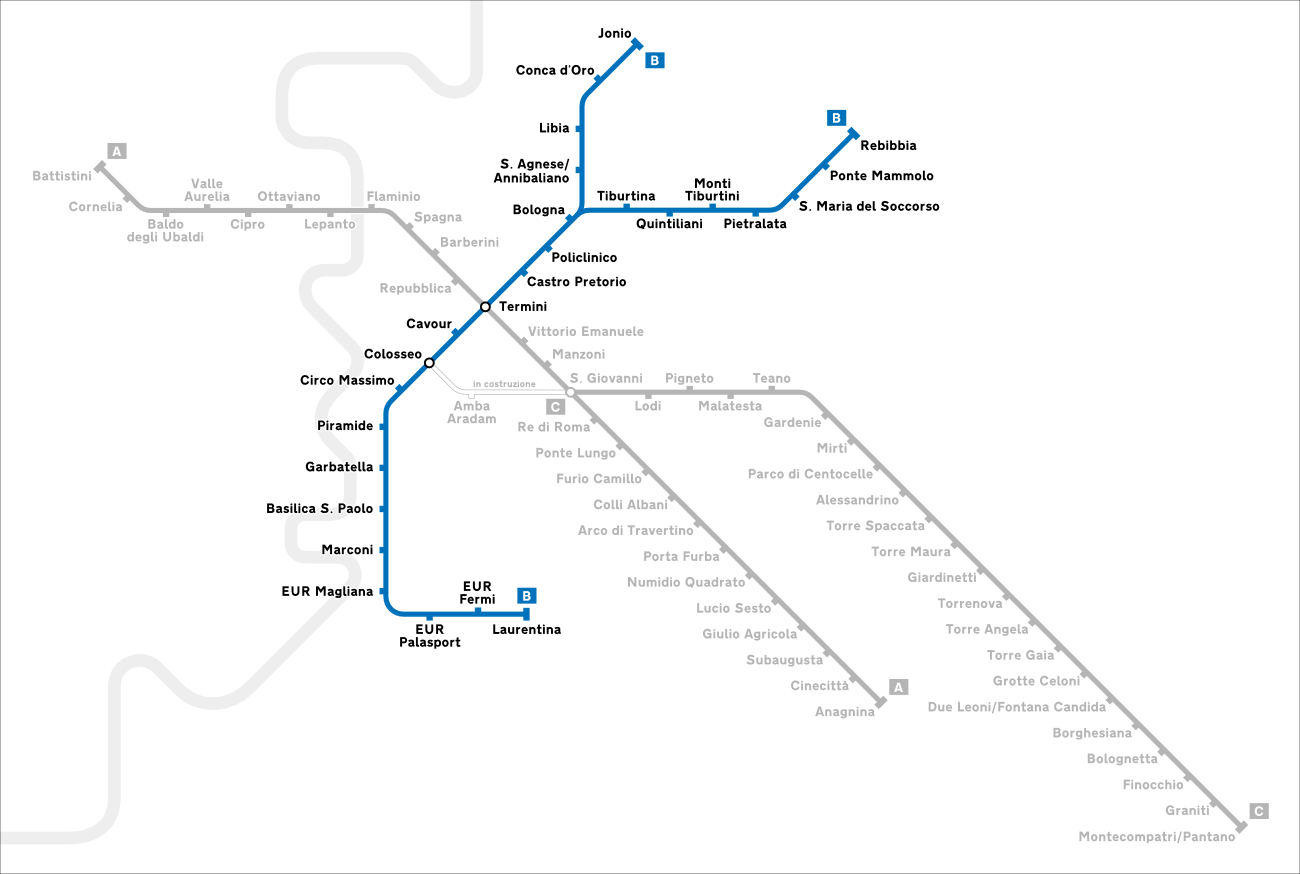
Plan de la ligne B

| Branche nord-ouest       |                                                         |                                         |  |
| Bufalotta                | en projet                                               |                                         |  |
| Mosca                    | en projet                                               |                                         |  |
| Vigne Nuove              | en projet                                               |                                         |  |
| Jonio                    | Accessibilité aux personnes handicapées                 |                                         |  |
| Conca d'Oro              | Accessibilité aux personnes handicapées                 | (S1)                                    |  |
| Libia                    | Accessibilité aux personnes handicapées                 | (S1)                                    |  |
| Sant'Agnese-Annibaliano  | Accessibilité aux personnes handicapées                 |                                         |  |
| Branche nord-est         |                                                         |                                         |  |
| Casal Monastero          | en projet                                               |                                         |  |
| Torraccia                | en projet                                               |                                         |  |
| San Basilio              | en projet                                               |                                         |  |
| Rebibbia                 | Accessibilité aux personnes handicapées · Stationnement |                                         |  |
| Ponte Mammolo            | COTRAL                                                  |                                         |  |
| Santa Maria del Soccorso | Accessibilité aux personnes handicapées · Stationnement |                                         |  |
| Pietralata               | Accessibilité aux personnes handicapées                 |                                         |  |
| Monti Tiburtini          | Accessibilité aux personnes handicapées                 |                                         |  |
| Quintiliani              | Accessibilité aux personnes handicapées · Stationnement |                                         |  |
| Tiburtina                | COTRAL                                                  | (S1) · (S2)                             |  |
| Branche commune          |                                                         |                                         |  |
| Bologna                  | Accessibilité aux personnes handicapées                 |                                         |  |
| Policlinico              | Accessibilité aux personnes handicapées                 |                                         |  |
| Castro Pretorio          | Accessibilité aux personnes handicapées                 |                                         |  |
| Termini                  | COTRAL                                                  | (MA) · (S4) · (S5) · (S6) · (S7) · (S8) |  |
| Cavour                   | Accessibilité aux personnes handicapées                 |                                         |  |
| Colosseo                 | Accessibilité aux personnes handicapées                 |                                         |  |
| Circo Massimo            |                                                         |                                         |  |
| Piramide                 | Accessibilité aux personnes handicapées · Stationnement | Rome-Lido · (S1) · (S3) · (S5)          |  |
| Garbatella               | Accessibilité aux personnes handicapées                 |                                         |  |
| Basilica San Paolo       | Accessibilité aux personnes handicapées                 | Rome-Lido                               |  |
| Marconi                  | Accessibilité aux personnes handicapées                 |                                         |  |
| EUR Magliana             | COTRAL                                                  | Rome-Lido                               |  |
| EUR Palasport            | Accessibilité aux personnes handicapées                 |                                         |  |
| EUR Fermi                | Accessibilité aux personnes handicapées                 |                                         |  |
| Laurentina               | COTRAL                                                  |                                         |  |

## Équipements de la ligne

### Matériel roulant
En partie afin de desservir l'extension vers Rebibbia, une commande de 53 trains de deux véhicules fut passée à Breda début 1984. Les équipements électriques des véhicules furent fournis par Ercole Marelli en coopération avec Ansaldo Trasporti. La caisse de ces véhicules en aluminium a été construite par Alusuisse. Les trains sont alimentées en 1.500 V CC par caténaires. La vitesse maximale des véhicules atteint 90 km/h. Leur longueur est de 17,84 m et leur largeur de 2,85 m pour un poids de 31 tonnes. Les six prototypes furent mis aux essais en octobre 1984. Les véhicules furent livrées en 1986-1987.
La ligne B reçut une livraison complémentaires de 41 doublets en 1992. Elle dispose alors d'un parc total de 188 véhicules.
Pour assurer le service de la branche B1, une commande de 15 trains supplémentaires a été passé à la société CAF en octobre 2012.
Les trains roulent en formation de trois doublets (six véhicules) aux heures de pointe.

### Signalisation et automatismes
Les trains de la ligne B ne furent pas équipée d'automatismes de conduite comme la ligne A, mais d'un système simple d'arrêt automatique des trains.